# Большой Улус
Большой Улус (сибирскотат. 
Искедим) — деревня в Юргинском районе Кемеровской области России. Входит в состав Попереченского сельского поселения.

## География
Деревня находится в северо-западной части области, на берегах реки Искитим, на расстоянии примерно 13 километров (по прямой) к югу от районного центра города Юрга. Абсолютная высота — 153 метра над уровнем моря.
Часовой пояс
Деревня Большой Улус, как и вся Кемеровская область, находится в часовой зоне МСК+4. Смещение применяемого времени относительно UTC составляет +7:00.

## История
Основан в 1574 году. В «Списке населенных мест Российской империи» 1868 года издания населённый пункт упомянут как юрты Большой Искитим Томского округа (2-го участка) при речке Искитим, расположенные в 113 верстах от окружного центра Томска. Имелось 15 дворов и проживало 66 человек (30 мужчин и 36 женщин). Функционировала мечеть.
В 1911 году в деревне, входившей в состав Телеутской инородной волости Томского уезда, имелось 55 дворов и проживало 362 человека (188 мужчин и 174 женщины). Действовали мечеть, мусульманская школа, хлебозапасный магазин и мелочная лавка.
По данным 1926 года имелось 75 хозяйств и проживало 433 человека (в основном — татары). Функционировала школа I ступени. В административном отношении являлся центром Большеискитимского сельсовета Юргинского района Томского округа Сибирского края.

## Население
| 2010 |
| ---- |
| 25   |

Половой состав
По данным Всероссийской переписи населения 2010 года в гендерной структуре населения мужчины составляли 68 %, женщины — соответственно 32 %.
Национальный состав
Согласно результатам переписи 2002 года, в национальной структуре населения русские составляли 61 % из 25 чел., татары — 39 %.

## Улицы
Уличная сеть деревни состоит из двух улиц (ул. Заречная и ул. Победы).